# Jeff Ward (herec)
Jeff Ward (* 30. prosince 1986 Washington, D.C.) je americký herec. K jeho významným rolím patří Charles Manson ve filmu Manson's Lost Girls (2016), Seth Marlowe v seriálu Channel Zero: No-End House (2017) a Deke Shaw v seriálu Agenti S.H.I.E.L.D. (2017–2020).

## Mládí a vzdělání
Ward se narodil ve Washingtonu, D.C. a vyrůstal v Pensylvánii na předměstí Filadelfie, kde začal hrát v divadelních produkcích. Má jednu mladší sestru, která je učitelkou. Společně s Milesem Tellerem navštěvoval Tisch School of the Arts. Je také absolventem školy herectví Stelly Adlerové.

## Kariéra
Ward získal uznání poté, co byl obsazen do role Charles Manson v televizním filmu Manson's Lost Girls z roku 2016. Roli přijal, protože cítil že „lidé mají ve své podstatě trochu temnou stránku“. V roce 2017 si zahrál Setha Marlowea v kriticky uznávaném hororovém antologickém seriálu Channel Zero: No-End House. V roce 2017 byl v páté řadě televizního seriálu Agenti S.H.I.E.L.D. obsazen do vedlejší role Dekea Shawa. Původně měl hrát Virgila, který zemře hned v první epizodě sezóny, ale Ward chtěl zůstat v pořadu jako Shaw. Po dohodě se producenti s Wardem domluvili a nabídli mu konkurz na Dekea Shawa. Ward se poté objevoval pravidelně v šesté sérii a vrátil se i v sedmé řadě.

## Filmografie

### Film
| Rok  | Název                      | Role   | Poznámky                       |
| ---- | -------------------------- | ------ | ------------------------------ |
| 2012 | Vamperifica                | Peter  |                                |
| 2015 | The Girlfriend Game        | Ben    | krátký film; zároveň producent |
| 2017 | The Boy Downstairs         | Marcus |                                |
| 2017 | Take Me Out with the Stars | Max    | krátký film                    |
| 2018 | Imaginary Circumstances    | Max    | krátký film                    |
| 2019 | Svatební radosti           | Trevor |                                |
| —    | The Descendant             | Adam   |                                |

### Televize
| Rok       | Název                            | Role                 | Poznámky                                                   |
| --------- | -------------------------------- | -------------------- | ---------------------------------------------------------- |
| 2005      | Zákon a pořádek: Zločinné úmysly | Darwin Mondale       | díl: "In the Wee Small Hours: část 1."                     |
| 2011      | Tělo jako důkaz                  | Patrick Spradlin     | 2 díly                                                     |
| 2011      | Heavenly                         | Jared                |                                                            |
| 2012      | The Beauty Inside                | Handsome Alex        | 2 díly                                                     |
| 2012      | Beautiful People                 | Paul                 |                                                            |
| 2012      | Holly's Holiday                  | Milo Ames            | televizní film                                             |
| 2013      | Project Reality                  | —                    | minisérie                                                  |
| 2014      | Next Time on Lonny               | Giles                | díl: "Lonny Goes for Broke"                                |
| 2014      | Open Season                      | Jonah                | díl: "The Night Out"                                       |
| 2015      | Mentalista                       | Matthew Stoppard     | díl: "The Whites of His Eyes"                              |
| 2016      | Manson's Lost Girls              | Charles Manson       | televizní film                                             |
| 2016      | Rosewood                         | Wyatt Montgomery     | díl: "Hydrocephalus and Hard Knocks"                       |
| 2016      | That's What She Said             | —                    | minisérie                                                  |
| 2017      | 555                              | Actor                | díl: "Acting"                                              |
| 2017      | Channel Zero: No-End House       | Seth Marlowe         | hlavní role; 6 dílů                                        |
| 2017–2020 | Agenti S.H.I.E.L.D.              | Deke Shaw            | vedlejší role (5. řada); hlavní role (6.–7. řada), 40 dílů |
| 2020      | Cake                             | Jeff Ward (sám sebe) | díl: "Auditions: The Guy Before"                           |
| 2021      | Hacks                            | George               | 5. epizoda v 1. sérii                                      |
| —         | Brand New Cherry Flavor          | —                    | připravovaný seriál                                        |